# Georges Coindre
Georges Coindre foi um ciclista francês que participava em competições de ciclismo de pista. Representou França nos Jogos Olímpicos de Verão de 1900, terminando em décimo quinto na corrida por pontos.